# Andrena kathmanduensis
Andrena kathmanduensis är en biart som beskrevs av Osamu Tadauchi och Matsumura 2007. Andrena kathmanduensis ingår i släktet sandbin, och familjen grävbin. Inga underarter finns listade i Catalogue of Life.